# Badminton nos Jogos Pan-Americanos de 2019 - Duplas masculinas
O evento duplas masculinas do badminton nos Jogos Pan-Americanos de 2019 foi disputado no Complexo Polidesportivo 3, em Lima, no Peru. A prova foi realizada entre os dias 30 de julho e 2 de agosto. 

## Calendário
Horário local (UTC-5). 
| Data        | Horário | Fase             |
| ----------- | ------- | ---------------- |
| 30 de julho | 12:30   | Primeira rodada  |
| 31 de julho | 9:00    | Quartas de final |
| 1 de agosto | 9:00    | Semifinal        |
| 2 de agosto | 10:00   | Final            |

## Medalhistas
| Ouro   | CAN Jason Ho-shue e Nyl Yakura                                                            |
| Prata  | USA Phillip Chew e Ryan Chew                                                              |
| Bronze | CUB Osleni Guerrero e Leodannis Martinez Palacio BRA Fabrício Farias e Francielton Farias |

## Cabeças-de-chave
Os seguintes atletas foram às cabeças de chave. 
1. CAN Jason Ho-shue / Nyl Yakura (Campeões)
2. USA Phillip Chew / Ryan Chew (Final)

## Resultados
A competição teve os seguintes resultados. 
| Primeira rodada | Primeira rodada                | Primeira rodada | Primeira rodada | Primeira rodada |  |  | Quartas de final | Quartas de final               | Quartas de final | Quartas de final | Quartas de final |  |  | Semifinal | Semifinal                      | Semifinal | Semifinal | Semifinal |  |  | Final | Final                      | Final | Final | Final |
|                 |                                |                 |                 |                 |  |  |                  |                                |                  |                  |                  |  |  |           |                                |           |           |           |  |  |       |                            |       |       |       |
|                 |                                |                 |                 |                 |  |  |                  |                                |                  |                  |                  |  |  |           |                                |           |           |           |  |  |       |                            |       |       |       |
|                 |                                |                 |                 |                 |  |  | 1                | CAN J Ho-shue CAN N Yakura     | 21               | 21               |                  |  |  |           |                                |           |           |           |  |  |       |                            |       |       |       |
|                 | PER M Cuba PER D Mini          | 21              | 21              |                 |  |  |                  | PER M Cuba PER D Mini          | 13               | 10               |                  |  |  |           |                                |           |           |           |  |  |       |                            |       |       |       |
|                 | CHI C Araya CHI I Leon         | 12              | 13              |                 |  |  |                  |                                |                  |                  |                  |  |  | 1         | CAN J Ho-shue CAN N Yakura     | 23        | 21        |           |  |  |       |                            |       |       |       |
|                 |                                |                 |                 |                 |  |  |                  |                                |                  |                  |                  |  |  |           | CUB O Guerrero CUB L M Palacio | 21        | 15        |           |  |  |       |                            |       |       |       |
|                 |                                |                 |                 |                 |  |  |                  | JAM G Henry JAM S O'B Ricketts | 19               | 9                |                  |  |  |           |                                |           |           |           |  |  |       |                            |       |       |       |
|                 | DOM W Cabrera DOM N Javier     | 14              | 15              |                 |  |  |                  | CUB O Guerrero CUB L M Palacio | 21               | 21               |                  |  |  |           |                                |           |           |           |  |  |       |                            |       |       |       |
|                 | CUB O Guerrero CUB L M Palacio | 21              | 21              |                 |  |  |                  |                                |                  |                  |                  |  |  |           |                                |           |           |           |  |  | 1     | CAN J Ho-shue CAN N Yakura | 21    | 19    | '21   |
|                 | PER J Guevara PER D L T Regal  | 12              | 21              | 12              |  |  |                  |                                |                  |                  |                  |  |  |           |                                |           |           |           |  |  | 2     | USA P Chew USA R Chew      | 11    | 21    | 18    |
|                 | BRA Fa. Farias BRA Fr. Farias  | 21              | 19              | 21              |  |  |                  | BRA Fa. Farias BRA Fr. Farias  | 21               | 19               | 21               |  |  |           |                                |           |           |           |  |  |       |                            |       |       |       |
|                 | SUR D Darmohoetomo SUR S Opti  | 7               | 9               |                 |  |  |                  | GUA J Solís GUA R Ramirez      | 19               | 21               | 16               |  |  |           |                                |           |           |           |  |  |       |                            |       |       |       |
|                 | GUA J Solís GUA R Ramirez      | 21              | 21              |                 |  |  |                  |                                |                  |                  |                  |  |  |           | BRA Fa. Farias BRA Fr. Farias  | 22        | 13        | 17        |  |  |       |                            |       |       |       |
|                 | MEX A López MEX L A M Navarro  | 21              | 21              |                 |  |  |                  |                                |                  |                  |                  |  |  | 2         | USA P Chew USA R Chew          | 20        | 21        | 21        |  |  |       |                            |       |       |       |
|                 | BAR D Howell BAR D J Thorpe    | 14              | 14              |                 |  |  |                  | MEX A López MEX L A M Navarro  | 16               | 17               |                  |  |  |           |                                |           |           |           |  |  |       |                            |       |       |       |
|                 |                                |                 |                 |                 |  |  | 2                | USA P Chew USA R Chew          | 21               | 21               |                  |  |  |           |                                |           |           |           |  |  |       |                            |       |       |       |
|                 |                                |                 |                 |                 |  |  |                  |                                |                  |                  |                  |  |  |           |                                |           |           |           |  |  |       |                            |       |       |       |